# Rhyacophila malkini
Rhyacophila malkini là một loài Trichoptera trong họ Rhyacophilidae. Chúng phân bố ở miền Tân bắc.